# Club Gorca
El club Gorca (Grupo Organizador de Reuniones Culturales y Artísticas) nace en Sevilla en 1966. Es una asociación democrática de carácter cultural, andalucista y, aunque algunos de sus miembros posteriormente dieron el salto a la política, de carácter no político. El club se disolvería en 1987.

## Historia
En 1974 la asociación toma fuerza y firma un manifiesto acerca de sus principios democráticos y andalucistas.
El 28 de septiembre de 1977 convocan el Congreso de Cultura Andaluza para "construir unas bases sólidas sobre las cuales se pueda desarrollar una política cultural creadora y enriquecedora del Pueblo Andaluz". La primera reunión del Congreso tiene lugar en Ronda el 19 de noviembre de 1977 con la asistencia de 50 personas que pertenecían a las 8 provincias. A partir de enero de 1978 se inicia un plan de reuniones informativas en las capitales de provincias andaluzas y en las ciudades españolas con más presencia de emigración andaluza, sobre todo Madrid y Barcelona. El 2 de abril de 1978 se efectúa en la antigua mezquita de Córdoba la Asamblea General Constituyente del Congreso, en la que Antonio Gala leyó el Acta de Constitución y un discurso inaugural. El acto contó con la asistencia de más de 5000 personas.
El Centro Andaluz de Cataluña consideró la idea muy positiva y decidió organizar uno Congreso en Barcelona. El domingo 3 de diciembre de 1978, en el marco de la Primera Semana de la Cultura Andaluza, se celebró el Congreso en el Palacio de los Deportes de Barcelona. En años posteriores se celebrarían la Segunda y Tercera semanas culturales andaluzas y también se participaría activamente en la Feria del Libro de Barcelona.